# Палаючі піски (фільм, 1922)
Палаючі піски (англ. Burning Sands) — американська драма режисера Джорджа Мелфорда 1922 року.

## У ролях
- Ванда Хоулі — Мюріель Блер
- Мілтон Сіллс — Даніель Лейн
- Луїз Дрессер — Кейт Бінден
- Жаклін Логан — Лізетт
- Роберт Кейн — Роберт Бартамфон
- Фенвік Олівер — містер Бінден
- Вінтер Голл — губернатор
- Гарріс Гордон — секретар